# Championnat de France masculin de handball de Nationale 1 2017-2018
Navigation
Nationale 1 2016-2017 Nationale 1 2018-2019
La saison 2017-2018 du Championnat de France masculin de handball de Nationale 1 est le 3e échelon national.
Au terme de la saison, le Grenoble SMH GUC et l'Entente Strasbourg Schiltigheim Alsace Handball sont promus en Proligue.

## Formule
La compétition est composée de deux phases :
- dans la première phase, qui s'achève peu après la trêve hivernale, les équipes sont réparties dans 4 poules de 8 équipes. Les clubs se rencontrent en matches aller et retour.
- dans la deuxième phase, les équipes sont réparties en deux poules :
  - la poule fédérale d’accession à la Proligue regroupe les 2 premiers de chaque poule de la première phase. Les huit équipes se rencontrent en matches aller et retour à l’exception des deux équipes issues d’une même poule qui conserveront le score des matchs aller et retour de leur opposition directe. Le titre de champion de France de Nationale 1 est alors attribué à l’équipe classée première de cette poule. De plus, seuls les clubs qui ont obtenu sur dossier le statut VAP peuvent être promus. Pour cette édition seuls quatre clubs ont obtenu le statut VAP, il s'agit de Strasbourg, d'Angers, de Grenoble comme l'an dernier ainsi que Valence relégué de Proligue[2] : seuls deux de ces quatre clubs pourront accéder à la  Division 2.
  - la poule de relégation regroupe les vingt-quatre équipes restantes en deux poules de douze équipes : une poule regroupant les clubs issus de la poule 1 (sud-ouest) et de la poule 2 (nord-ouest) et l’autre poule regroupant les clubs issus de la poule 3 (nord-est) et de la poule 4 (sud-est). Les clubs classés aux douzièmes, onzièmes, dixièmes places de chacune des deux poules sont relégués en Nationale 2 pour la saison suivante.

Lors de la deuxième phase, les résultats entre deux équipes issues d'une même poule sont conservés et ainsi, chaque équipe joue 12 nouveaux matchs.

## Équipes participantes
| \| Pau Nousty Vernouillet Angers Noyant Lanester Bruges Saintes Oissel Rouen Gonfreville Amiens Hazebrouck CPB Rennes St-Valéry ESSAHB Semur Belfort Épinal Sarrebourg Chambéry Grenoble Martigues Frontignan Valence Bagnols Villeurbanne Villefranche St-Étienne Montpellier \| Localisation des clubs engagés dans le championnat. |
| Pau Nousty Vernouillet Angers Noyant Lanester Bruges Saintes Oissel Rouen Gonfreville Amiens Hazebrouck CPB Rennes St-Valéry ESSAHB Semur Belfort Épinal Sarrebourg Chambéry Grenoble Martigues Frontignan Valence Bagnols Villeurbanne Villefranche St-Étienne Montpellier                                                           |

| \| Élite Val d'Oise Torcy Paris Boulogne-B. Créteil \| Localisation des clubs franciliens. |
| Élite Val d'Oise Torcy Paris Boulogne-B. Créteil                                           |

| Club                                     | Localisation                                            | Classement 2016-2017       | Poule | VAP |
| ---------------------------------------- | ------------------------------------------------------- | -------------------------- | ----- | --- |
| Élite Val d'Oise                         | Île-de-France, Val-d'Oise, Saint-Gratien                | 14e Proligue               | 1     |     |
| Angers Noyant Handball                   | Pays de la Loire, Maine-et-Loire, Angers                | 1er, poule 1 / 4e          | 1     | Oui |
| Club omnisports de Vernouillet           | Centre-Val de Loire, Eure-et-Loir, Vernouillet          | 2e, poule 1 / 6e           | 1     |     |
| Lanester Handball                        | Bretagne, Morbihan, Lanester                            | 3e, poule 1 / 1er, poule 1 | 1     |     |
| Pau Nousty Sports                        | Nouvelle-Aquitaine, Pyrénées-Atlantiques, Nousty        | 4e, poule 1 / 7e, poule 1  | 1     |     |
| Bruges 33 Handball                       | Nouvelle-Aquitaine, Gironde, Bruges                     | 5e, poule 1 / 8e, poule 1  | 1     |     |
| US Créteil rés.                          | Île-de-France, Val-de-Marne, Créteil                    | 8e, poule 2 / 9e, poule 1  | 1     |     |
| US Saintes HB                            | Nouvelle-Aquitaine, Charente-Maritime, Saintes          | 1er N2, p. 1               | 1     |     |
| Amiens Picardie Hand                     | Hauts-de-France, Somme, Amiens                          | 2e, poule 2 / 5e           | 2     |     |
| CPB Rennes                               | Bretagne, Ille-et-Vilaine, Rennes                       | 4e, poule 2 / 2e, poule 1  | 2     |     |
| ESM Gonfreville-l'Orcher                 | Normandie, Seine-Maritime, Gonfreville-l'Orcher         | 3e, poule 2 / 3e, poule 1  | 2     |     |
| Stade Valeriquais HB                     | Normandie, Seine-Maritime, Saint-Valery-en-Caux         | 5e, poule 2 / 4e, poule 1  | 2     |     |
| AC Boulogne-Billancourt                  | Île-de-France, Hauts-de-Seine, Boulogne-Billancourt     | 7e, poule 2 / 5e, poule 1  | 2     |     |
| Oissel Rouen MHB                         | Normandie, Seine-Maritime, Rouen                        | 6e, poule 2 / 6e, poule 1  | 2     |     |
| Hazebrouck HB 71                         | Hauts-de-France, Nord, Hazebrouck                       | 1er N2, p. 3               | 2     |     |
| Paris Saint-Germain Handball rés.        | Île-de-France, Paris, Paris                             | 1er N2, p. 4               | 2     |     |
| Grenoble SMH GUC                         | Auvergne-Rhône-Alpes, Isère, Saint-Martin-d'Hères       | 2e, poule 4 / 3e           | 3     | Oui |
| Strasbourg Schiltigheim AHB              | Grand Est, Bas-Rhin, Strasbourg                         | 1er, poule 3 / 7e          | 3     | Oui |
| HBC Semur-en-Auxois                      | Bourgogne-Franche-Comté, Côte-d'Or, Semur-en-Auxois     | 2e, poule 3 / 8e           | 3     |     |
| Handball Club Sarrebourg                 | Grand Est, Moselle, Sarrebourg                          | 5e, poule 3 / 2e, poule 2  | 3     |     |
| Chambéry Savoie Mont Blanc Handball rés. | Auvergne-Rhône-Alpes, Savoie, Chambéry                  | 5e, poule 3 / 3e, poule 2  | 3     |     |
| Belfort aire urbaine handball            | Bourgogne-Franche-Comté, Territoire de Belfort, Belfort | 4e, poule 3 / 4e, poule 2  | 3     |     |
| Épinal HB                                | Grand Est, Vosges, Épinal                               | 3e, poule 3 / 5e, poule 2  | 3     |     |
| Torcy Handball Marne-la-Vallée           | Île-de-France, Seine-et-Marne, Torcy                    | 1er N2, p. 2               | 3     |     |
| Valence Handball                         | Auvergne-Rhône-Alpes, Drôme, Valence                    | 13e Proligue               | 4     | Oui |
| Handball Bagnols Gard rhodanien          | Occitanie, Gard, Bagnols-sur-Cèze                       | 4e, poule 4 / 6e, poule 2  | 4     |     |
| Villefranche Handball Beaujolais         | Auvergne-Rhône-Alpes, Rhône, Villefranche-sur-Saône     | 5e, poule 4 / 7e, poule 2  | 4     |     |
| Montpellier Handball rés.                | Occitanie, Hérault, Montpellier                         | 7e, poule 4 / 8e, poule 2  | 4     |     |
| Saint-Étienne MHB                        | Auvergne-Rhône-Alpes, Loire, Saint-Étienne              | 6e, poule 4 / 9e, poule 2  | 4     |     |
| Martigues Handball                       | Provence-Alpes-Côte d'Azur, Bouches-du-Rhône, Martigues | 8e, poule 4 / 10e, poule 2 | 4     |     |
| Villeurbanne Handball Association        | Auvergne-Rhône-Alpes, Métropole de Lyon, Villeurbanne   | 1er N2, p. 5               | 4     |     |
| Frontignan Thau Handball                 | Occitanie, Hérault, Frontignan                          | 1er N2, p. 6               | 4     |     |

Remarques :
- Le Montélimar Cruas HB, 1er de sa poule de deuxième phase de la saison régulière, a été relégué en Nationale 2 pour raison financière. C'est Martigues Handball qui a été repêché[3].
- Après la relégation du Saint-Gratien/Sannois Handball de Proligue, le club s'est jumelé avec celui de Franconville, créant l'entente Élite Val d'Oise[4]

## Première phase

### Poule 1 (sud-ouest)
|   | Équipe                 | Pts | J  | G  | N | P | Bp  | Bc  | Diff |  | Résultats (dom.\ext.)  | Ang   | Bru   | Crét  | Lan   | Pau   | Sain  | EVO   | Ver   |
| - | ---------------------- | --- | -- | -- | - | - | --- | --- | ---- |  | ---------------------- | ----- | ----- | ----- | ----- | ----- | ----- | ----- | ----- |
| 1 | Angers Noyant Handball | 38  | 14 | 12 | 0 | 2 | 461 | 401 | 60   |  | Angers Noyant Handball |       | 40-29 | 32-26 | 33-29 | 30-27 | 35-25 | 33-32 | 35-34 |
| 2 | Lanester HB            | 29  | 14 | 7  | 1 | 6 | 394 | 376 | 18   |  | Bruges 33 Handball     | 26-30 |       | 32-32 | 27-22 | 36-23 | 26-30 | 28-31 | 28-29 |
| 3 | CO Vernouillet         | 29  | 14 | 7  | 1 | 6 | 458 | 446 | 12   |  | US Créteil             | 26-32 | 32-31 |       | 25-30 | 33-29 | 31-28 | 25-27 | 35-29 |
| 4 | Élite Val d'Oise R     | 28  | 14 | 7  | 1 | 6 | 410 | 415 | -5   |  | Lanester HB            | 25-26 | 33-19 | 33-27 |       | 24-23 | 30-25 | 29-28 | 32-33 |
| 5 | US Saintes HB P        | 27  | 14 | 5  | 3 | 6 | 377 | 375 | 2    |  | Pau Nousty Sports      | 26-32 | 28-26 | 34-26 | 25-23 |       | 30-27 | 25-33 | 32-30 |
| 6 | US Créteil             | 25  | 14 | 5  | 1 | 8 | 407 | 429 | -22  |  | US Saintes HB          | 29-28 | 30-32 | 29-25 | 27-27 | 26-26 |       | 26-27 | 25-25 |
| 7 | Pau Nousty Sports      | 25  | 14 | 5  | 1 | 8 | 387 | 419 | -32  |  | Élite Val d'Oise       | 27-40 | 33-33 | 35-33 | 27-23 | 32-28 | 30-24 |       | 30-35 |
| 8 | Bruges 33 Handball     | 22  | 14 | 3  | 2 | 9 | 406 | 430 | -24  |  | CO Vernouillet         | 40-35 | 37-33 | 28-31 | 31-34 | 41-31 | 30-32 | 33-38 |       |

### Poule 2 (nord-ouest)
|   | Équipe                   | Pts | J  | G | N | P  | Bp  | Bc  | Diff |  | Résultats (dom.\ext.) | Ami   | Boul  | Gonf  | Haz   | Rouen | PSG   | Renn  | StV   |
| - | ------------------------ | --- | -- | - | - | -- | --- | --- | ---- |  | --------------------- | ----- | ----- | ----- | ----- | ----- | ----- | ----- | ----- |
| 1 | ESM Gonfreville          | 34  | 14 | 9 | 2 | 3  | 348 | 328 | 20   |  | Amiens Picardie Hand  |       | 28-26 | 17-21 | 28-28 | 23-20 | 32-27 | 20-19 | 26-29 |
| 2 | Amiens Picardie Hand     | 32  | 14 | 8 | 2 | 4  | 346 | 340 | 6    |  | AC Boulogne-B.        | 22-24 |       | 22-22 | 29-24 | 25-19 | 28-26 | 23-26 | 23-21 |
| 3 | Paris SG Handball rés. P | 30  | 14 | 8 | 0 | 6  | 399 | 375 | 24   |  | ESM Gonfreville       | 24-23 | 31-28 |       | 29-26 | 26-19 | 27-22 | 20-21 | 20-19 |
| 4 | CPB Rennes               | 30  | 14 | 8 | 0 | 6  | 344 | 330 | 14   |  | Hazebrouck HB 71      | 24-26 | 26-23 | 27-21 |       | 24-27 | 28-25 | 23-27 | 33-29 |
| 5 | Oissel Rouen MHB         | 27  | 14 | 6 | 1 | 7  | 346 | 357 | -11  |  | Oissel Rouen MHB      | 27-29 | 24-27 | 30-30 | 33-27 |       | 23-27 | 29-27 | 31-24 |
| 6 | AC Boulogne-Billancourt  | 26  | 14 | 5 | 2 | 7  | 347 | 359 | -12  |  | Paris S-G rés.        | 28-22 | 34-23 | 22-28 | 36-31 | 24-25 |       | 27-24 | 33-26 |
| 7 | Hazebrouck HB 71 P       | 25  | 14 | 5 | 1 | 8  | 321 | 381 | -60  |  | CPB Rennes            | 21-24 | 29-23 | 28-22 | 22-21 | 25-18 | 28-31 |       | 24-22 |
| 8 | Stade Valeriquais HB     | 20  | 14 | 2 | 2 | 10 | 345 | 372 | -27  |  | Stade Valeriquais HB  | 24-24 | 25-25 | 24-27 | 26-29 | 19-21 | 30-31 | 27-25 |       |

### Poule 3 (nord-est)
|   | Équipe                           | Pts | J  | G  | N | P  | Bp  | Bc  | Diff |  | Résultats (dom.\ext.)         | Belf  | Chamb | Épin  | Gren  | Sarre | Semur | Stras | Torcy |
| - | -------------------------------- | --- | -- | -- | - | -- | --- | --- | ---- |  | ----------------------------- | ----- | ----- | ----- | ----- | ----- | ----- | ----- | ----- |
| 1 | Grenoble SMH GUC                 | 37  | 14 | 11 | 1 | 2  | 416 | 358 | 58   |  | Belfort AUHB                  |       | 22-16 | 31-25 | 26-23 | 27-32 | 34-25 | 29-28 | 27-27 |
| 2 | Strasbourg Schiltigheim AHB      | 36  | 14 | 10 | 2 | 2  | 460 | 396 | 64   |  | Chambéry Savoie Handball rés. | 24-29 |       | 31-21 | 27-32 | 30-24 | 32-31 | 28-33 | 38-36 |
| 3 | Belfort aire urbaine handball    | 29  | 14 | 7  | 1 | 6  | 377 | 375 | 2    |  | Épinal HB                     | 26-33 | 27-27 |       | 26-26 | 31-36 | 23-21 | 25-36 | 32-23 |
| 4 | Handball Club Sarrebourg         | 29  | 14 | 7  | 1 | 6  | 416 | 424 | -8   |  | Grenoble SMH GUC              | 25-23 | 29-27 | 24-23 |       | 29-23 | 33-24 | 33-24 | 32-33 |
| 5 | Torcy Handball Marne-la-Vallée P | 27  | 14 | 6  | 1 | 7  | 451 | 459 | -8   |  | Handball Club Sarrebourg      | 28-26 | 36-31 | 22-29 | 28-32 |       | 32-27 | 33-33 | 28-27 |
| 6 | Chambéry Savoie Handball rés.    | 24  | 14 | 4  | 2 | 8  | 405 | 428 | -23  |  | HBC Semur-en-Auxois           | 27-17 | 26-26 | 21-25 | 25-36 | 30-31 |       | 27-38 | 35-39 |
| 7 | Épinal HB                        | 24  | 14 | 4  | 2 | 8  | 370 | 402 | -32  |  | Strasbourg Schiltigheim AHB   | 33-22 | 37-31 | 37-26 | 25-24 | 36-31 | 27-27 |       | 39-29 |
| 8 | HBC Semur-en-Auxois              | 18  | 14 | 1  | 2 | 11 | 373 | 426 | -53  |  | Torcy HB Marne-la-Vallée      | 36-31 | 45-37 | 34-31 | 34-36 | 36-32 | 31-27 | 31-34 |       |

### Poule 4 (sud-est)
|   | Équipe                           | Pts | J  | G  | N | P | Bp  | Bc  | Diff |  | Résultats (dom.\ext.)             | Bag   | Fro   | Mar   | MHB   | St-É  | Val   | ViF   | ViB   |
| - | -------------------------------- | --- | -- | -- | - | - | --- | --- | ---- |  | --------------------------------- | ----- | ----- | ----- | ----- | ----- | ----- | ----- | ----- |
| 1 | Villeurbanne HA P                | 36  | 14 | 11 | 0 | 3 | 414 | 355 | 59   |  | Handball Bagnols Gard rhodanien   |       | 20-31 | 30-24 | 31-24 | 28-23 | 28-28 | 28-27 | 23-26 |
| 2 | Valence Handball R               | 35  | 14 | 10 | 1 | 3 | 422 | 382 | 40   |  | Frontignan Thau Handball          | 29-24 |       | 24-24 | 37-36 | 24-24 | 30-27 | 27-28 | 21-26 |
| 3 | Frontignan Thau Handball P       | 32  | 14 | 8  | 2 | 4 | 405 | 379 | 26   |  | Martigues Handball                | 24-22 | 32-33 |       | 26-33 | 30-29 | 21-24 | 26-25 | 24-29 |
| 4 | Montpellier Handball rés.        | 25  | 14 | 5  | 1 | 8 | 412 | 430 | -18  |  | Montpellier Handball              | 36-22 | 26-33 | 28-24 |       | 32-31 | 32-31 | 40-24 | 26-31 |
| 5 | Saint-Étienne MHB                | 25  | 14 | 5  | 1 | 8 | 381 | 399 | -18  |  | Saint-Étienne MHB                 | 33-22 | 23-33 | 26-29 | 34-27 |       | 26-29 | 27-26 | 21-31 |
| 6 | Villefranche Handball Beaujolais | 24  | 14 | 5  | 0 | 9 | 392 | 406 | -14  |  | Valence Handball                  | 32-24 | 31-26 | 30-25 | 35-31 | 29-24 |       | 34-31 | 30-32 |
| 7 | Martigues Handball               | 23  | 14 | 4  | 1 | 9 | 363 | 400 | -37  |  | Villefranche Handball Beaujolais  | 35-30 | 27-29 | 31-25 | 31-25 | 25-29 | 25-30 |       | 33-30 |
| 8 | Handball Bagnols Gard rhodanien  | 23  | 14 | 4  | 1 | 9 | 360 | 399 | -39  |  | Villeurbanne Handball Association | 27-18 | 31-25 | 34-29 | 40-20 | 24-31 | 27-30 | 24-26 |       |

## Phase finale

### Poule fédérale d'accession
|   | Équipe                        | Pts | J  | G  | N | P  | Bp  | Bc  | Diff |  | Résultats (dom.\ext.)         | Gre.  | Gon.  | Str.  | Ang.  | Val.  | Lan.  | Ami.  | Vil.  |
| - | ----------------------------- | --- | -- | -- | - | -- | --- | --- | ---- |  | ----------------------------- | ----- | ----- | ----- | ----- | ----- | ----- | ----- | ----- |
| 1 | Grenoble SMH GUC V            | 38  | 14 | 12 | 0 | 2  | 377 | 338 | 39   |  | Grenoble SMH GUC V            |       | 24-28 | 33-24 | 22-19 | 27-23 | 28-25 | 32-24 | 24-23 |
| 2 | ESM Gonfreville               | 35  | 14 | 10 | 1 | 3  | 398 | 365 | 33   |  | ESM Gonfreville               | 24-27 |       | 33-33 | 28-22 | 34-23 | 32-26 | 30-28 | 24-23 |
| 3 | Angers Noyant Handball V      | 33  | 14 | 9  | 1 | 4  | 376 | 367 | 9    |  | Angers Noyant Handball V      | 25-27 | 28-24 |       | 17-28 | 27-23 | 26-23 | 33-29 | 30-26 |
| 4 | Strasbourg Schiltigheim AHB V | 32  | 14 | 8  | 2 | 4  | 405 | 395 | 10   |  | Strasbourg Schiltigheim AHB V | 25-24 | 26-27 | 26-32 |       | 30-27 | 31-29 | 27-27 | 31-27 |
| 5 | Valence Handball V            | 26  | 14 | 6  | 0 | 8  | 378 | 392 | -14  |  | Valence Handball V            | 24-28 | 32-28 | 26-30 | 30-33 |       | 30-32 | 31-23 | 30-29 |
| 6 | Villeurbanne HA               | 21  | 14 | 3  | 1 | 10 | 393 | 414 | -21  |  | Villeurbanne HA               | 31-32 | 28-29 | 31-32 | 34-32 | 27-30 |       | 30-30 | 26-30 |
| 7 | Lanester Handball             | 20  | 14 | 2  | 2 | 10 | 368 | 404 | -36  |  | Lanester Handball             | 20-23 | 28-36 | 25-26 | 25-28 | 24-28 | 29-27 |       | 33-28 |
| 8 | Amiens Picardie Hand          | 19  | 14 | 2  | 1 | 11 | 353 | 373 | -20  |  | Amiens Picardie Hand          | 23-26 | 17-21 | 29-29 | 30-31 | 20-21 | 23-24 | 25-23 |       |

Le Grenoble-Saint-Martin-d'Hères GUC Handball est déclaré champion de France. Le statut VAP d'Angers Noyant Handball ayant été retiré en cours de saison, les deux clubs promus sont Grenoble et l'Entente Strasbourg Schiltigheim Alsace Handball.

### Poules de relégation
|    | Équipe               | Pts | J  | G  | N | P  | Bp  | Bc  | Diff |
| -- | -------------------- | --- | -- | -- | - | -- | --- | --- | ---- |
| 1  | CPB Rennes           | 54  | 22 | 15 | 2 | 5  | 609 | 554 | 55   |
| 2  | AC Boulogne-B.       | 49  | 22 | 13 | 1 | 8  | 591 | 586 | 5    |
| 3  | Paris S-G rés.       | 48  | 22 | 13 | 0 | 9  | 632 | 600 | 32   |
| 4  | CO Vernouillet       | 47  | 22 | 12 | 1 | 9  | 694 | 649 | 45   |
| 5  | Élite Val d'Oise     | 46  | 22 | 12 | 1 | 9  | 628 | 637 | -9   |
| 6  | Pau Nousty Sports    | 46  | 22 | 11 | 2 | 9  | 626 | 645 | -19  |
| 7  | Hazebrouck HB 71     | 45  | 22 | 11 | 1 | 10 | 611 | 620 | -9   |
| 8  | US Créteil rés.      | 43  | 22 | 10 | 1 | 11 | 642 | 639 | 3    |
| 9  | US Saintes HB        | 42  | 22 | 9  | 2 | 11 | 561 | 567 | -6   |
| 10 | Oissel Rouen MHB     | 40  | 22 | 9  | 0 | 13 | 571 | 590 | -19  |
| 11 | Bruges 33 Handball   | 40  | 22 | 7  | 4 | 11 | 643 | 649 | -6   |
| 12 | Stade Valeriquais HB | 27  | 22 | 2  | 1 | 19 | 561 | 633 | -72  |

|    | Équipe                           | Pts | J  | G  | N | P  | Bp  | Bc  | Diff |
| -- | -------------------------------- | --- | -- | -- | - | -- | --- | --- | ---- |
| 1  | Torcy Handball Marne-la-Vallée P | 53  | 22 | 14 | 3 | 5  | 715 | 672 | 43   |
| 2  | Belfort AUHB                     | 52  | 22 | 14 | 2 | 6  | 635 | 591 | 44   |
| 3  | Frontignan Thau Handball P       | 49  | 22 | 12 | 3 | 7  | 657 | 612 | 45   |
| 4  | Handball Club Sarrebourg         | 48  | 22 | 13 | 0 | 9  | 641 | 612 | 29   |
| 5  | Handball Bagnols Gard rhodanien  | 45  | 22 | 11 | 1 | 10 | 627 | 628 | -1   |
| 6  | Chambéry Savoie Handball rés.    | 44  | 22 | 10 | 2 | 10 | 673 | 681 | -8   |
| 7  | Montpellier Handball rés.        | 43  | 22 | 10 | 1 | 11 | 668 | 650 | 18   |
| 8  | Martigues Handball               | 43  | 22 | 10 | 1 | 11 | 608 | 619 | -11  |
| 9  | Épinal HB                        | 41  | 22 | 9  | 1 | 12 | 601 | 631 | -30  |
| 10 | HBC Semur-en-Auxois              | 40  | 22 | 7  | 4 | 11 | 613 | 629 | -16  |
| 11 | Saint-Étienne MHB                | 38  | 22 | 6  | 4 | 12 | 586 | 621 | -35  |
| 12 | Villefranche Handball Beaujolais | 32  | 22 | 5  | 0 | 17 | 622 | 700 | -78  |

## Bilan de la saison
| Tableau d'honneur de la saison 2017-2018    | |                       | |
| Champion de France de Nationale 1 masculine | |                       | |
| Grenoble SMH GUC                            | |                       | |
| Promotions et relégations                   | |                       | |
| Promus en Proligue                          | Grenoble SMH GUC Ent. Strasbourg SAHB                                                                                           | Relégués de Proligue  | Billère Handball, Grand Besançon DHB                                                                       |
| Relégués en Nationale 2                     | Stade Valeriquais HB Villefranche Handball Beaujolais Bruges 33 Handball Saint-Étienne MHB Oissel Rouen MHB HBC Semur-en-Auxois | Promus de Nationale 2 | ASB Rezé Handball HBC Gien Loiret Réveil de Nogent AS Folschviller CS Annecy-le-Vieux USAM Nîmes Gard rés. |